# Régis Lepreux
Régis Gustave Lepreux (Béthencourt, 28 marzo 1913 – Cambrai, 10 agosto 1979) è stato un sollevatore francese medagliato europeo, che gareggiò nella categoria dei pesi medi.

## Carriera
Prese parte nel 1935 ai campionati europei di Parigi, dove si classificò al terzo posto dietro ai tedeschi Rudolf Ismayr ed Heinrich Gottschalk, vincendo la medaglia di bronzo. Partecipò ai Giochi olimpici di Berlino nel 1936, dove si piazzò all'undicesimo posto.